# مطار لواكان
مطار لواكان (بالإنجليزية: Loakan Airport)‏ (إياتا: BAG، إيكاو: RPUB) هو مطار عام يخدم مدينة باجيو ويشغل المطار هيئة الطيران المدني الفلبينية.